# Gundlupet
Gundlupet é uma cidade no distrito de Chamarajanagar, no estado indiano de Karnataka.

## Geografia
Gundlupet está localizada a 11° 48′ N, 76° 41′ L. Tem uma altitude média de 816 metros (2677 pés).

## Demografia
Segundo o censo de 2001, Gundlupet tinha uma população de 26 368 habitantes. Os indivíduos do sexo masculino constituem 51% da população e os do sexo feminino 49%. Gundlupet tem uma taxa de literacia de 63%, superior à média nacional de 59,5%: a literacia no sexo masculino é de 71% e no sexo feminino é de 56%. Em Gundlupet, 11% da população está abaixo dos 6 anos de idade.